# USS Philadelphia (CL-41)
USS Philadelphia (CL-41) – amerykański lekki krążownik typu Brooklyn. Wybudowany przed II wojną światową.

## Historia
Krążowniki wybudowany został w stoczni marynarki wojennej w Filadelfii. Okręt zwodowano 17 listopada 1936 roku, a rok później wcielono do służby. Pierwszym dowódcą okrętu był komandor Jules James. 3 stycznia 1938 roku okręt wypłynął w rejs mający na celu zgranie załogi na Morze Karaibskie. W kwietniu okręt powrócił z rejsu, by już miesiąc później wypłynąć jeszcze raz na Karaiby, ale tym razem z prezydentem Rooseveltem na pokładzie, który obserwował ćwiczenia 8 Dywizjonu Krążowników (Cruiser Division 8). 27 czerwca „Philadelphia” została okrętem flagowym tej formacji z kontradmirałem F.A. Toddem jako głównodowodzącym. W następnych miesiącach krążownik odwiedzał porty na Karaibach oraz na wschodnim wybrzeżu Stanów Zjednoczonych. 1 czerwca 1939 roku okręt przepłynął Kanał Panamski, kierując się na Pacyfik. 8 czerwca dołączyła do Cruiser Division 8 w San Pedro w Kalifornii aby od 18 czerwca wraz z pozostałymi okrętami operować na Pacyfiku. Od kwietnia 1940 roku do maja roku następnego „Philadelphia” bazowała w Pearl Harbor. 22 maja 1941 roku krążownik opuścił Hawaje i przepłynął na Atlantyk do Bostonu, do którego przybył 18 czerwca. Następnie okręt brał udział w „Patrolach Neutralności”, pływając od Bermudów aż po Halifax w Nowej Szkocji. Od 25 listopada krążownik przechodził remont w Boston Navy Yard. 11 dni po japońskim ataku na Pearl Harbour „Philadelphia” bierze udział w manewrach w zatoce Casco będącej częścią zatoki Maine, a następnie patroluje wody Nowej Fundlandii. 14 lutego 1942 roku krążownik przybywa do Nowego Jorku, skąd wypływa na Islandię, biorąc udział w osłonie dwóch konwojów płynących do Hafnarfjörður. 16 maja dołącza w Norfolk do Task Force 22, w składzie którego bierze udział w patrolach bojowych w Strefie Kanału Panamskiego. Powraca do Nowego Jorku, aby 1 lipca wejść w skład eskorty konwoju płynącego do Greenock w Szkocji. W połowie sierpnia bierze powtórnie udział w eskorcie konwoju do Szkocji, a 15 września dołącza do sił inwazyjnych biorących udział w operacji Torch. „Philadelphia” zostaje flagowym okrętem kontradmirała Lyala A. Davidsona, dowódcy zespołu morskiego osłaniającego lądowanie pod Safi na południe od Casablanki. 24 listopada 1942 roku krążownik wraca do Nowego Jorku, skąd bierze udział w dwóch konwojach płynących do Casablanki. Następnie wchodzi w skład Task Force 85, z którym ma wziąć udział w inwazji aliantów na Sycylię.
8 czerwca 1943 roku okręt wypływa wraz z konwojem do Oranu, do którego przybywa 22 czerwca. 5 lipca konwój wraz z krążownikiem wypływa w kierunku Sycylii. Krótko po północy 9 lipca „Philadelphia” rozpoczyna ostrzał wspierający lądowanie. U brzegów wyspy krążownik pozostaje do 19 lipca. Następnie powraca do Algieru, aby zostać flagowym okrętem kontradmirała Davidsona. 27 lipca jednostka dołącza do Task Force 88, której zadaniem jest wspierać ogniem oddziały 7 Armii walczące na Sycylii. Akcje u wybrzeży Włoch trwały do 21 sierpnia, kiedy to krążownik powrócił do Algieru. Po krótkim odpoczynku okręt przybył 8 września pod Salerno, aby wspierać ogniem swoich dział wojska walczące na przyczółku w kontynentalnej części Włoch. 11 września „Philadelphia” uniknęła niemieckiego ataku z użyciem bomb szybujących. Po akcji pod Salerno, krążownik powraca do Oranu, z którego 6 listopada 1943 roku wypływa do Norfolk. Do Stanów okręt przybywa 21 listopada. W grudniu i styczniu krążownik przechodzi przegląd techniczny w nowojorskiej stoczni. 19 stycznia 1944 roku okręt wypływa z konwojem do Oranu, do którego przybywa 30 stycznia. Od 14 lutego do 23 maja 1944 krążownik wspiera ogniem artyleryjskim walczących pod Anzio, a następnie płynie na Maltę, aby przejść kolejny przegląd techniczny. Od 15 sierpnia wchodząc w skład Task Group 85.12 „Philadelphia” bierze udział w lądowaniu aliantów na południu Francji pod Saint-Tropez. Po pobraniu zaopatrzenia na Korsyce 17 września okręt wspiera walczące wojska francuskie pod Tulonem. Po akcji wspierania wojsk walczących pod Niceą krążownik płynie do Neapolu, do którego przybywa 20 października. Następnie powraca do Stanów, przypływając do Filadelfii 6 listopada. Do maja 1945 roku okręt przebywa w filadelfijskiej stoczni, przechodząc remont. Po naprawach odbywa krótki rejs po Karaibach, a następnie wraz z ciężkim krążownikiem USS „Augusta” (CA-31) 7 maja płynie do Antwerpii. Na pokładzie „Augusty” płynie prezydent Harry Truman, który ma wziąć udział w konferencji w Poczdamie. 7 sierpnia okręt powraca do Norfolk. W dniach od 26 października do 25 grudnia „Philadelphia” odbywa dwa rejsy do Hawru we Francji w ramach operacji Magic Carpet. 3 lutego 1947 roku okręt zostaje wycofany ze służby a 9 stycznia 1951 roku w ramach programu Mutual Defense Assistance Program sprzedany Marynarce Wojennej Brazylii. Służąc pod banderą brazylijską, okręt otrzymał nazwę „Barroso” (C 11). W 1974 roku krążownik zostaje złomowany w São Paulo.
Za swoją służbę podczas II wojny światowej krążownik został odznaczony pięcioma Battle Stars.